# Крайтириън Кълекшън
Крайтириън Кълекшън (на английски: The Criterion Collection) е американска компания, която разпространява класически, арт, експериментални и култови филми на дискови носители (DVD и Blu-ray), както и онлайн.. Колекцията от филми на компанията носи същото име и е широко разпознаваема сред киноманите. Обикновено DVD-та им включват освен самия филм, така и допълнителни екстри като например – интервюта с режисьора, коментар на филма, изрязани сцени и други.
Компанията е основана през 1984 година при сливането на Джанъс Филмс и Вояджър Къмпани. Сред филмите в колекцията на компанията са филми на Робер Бресон, Робърт Олтман, Джон Касавитис, Ингмар Бергман, Акира Куросава, Уес Андерсън, Луи Мал, Пиер Паоло Пазолини, Уонг Карвай и други известни режисьори.